# 속목동맥

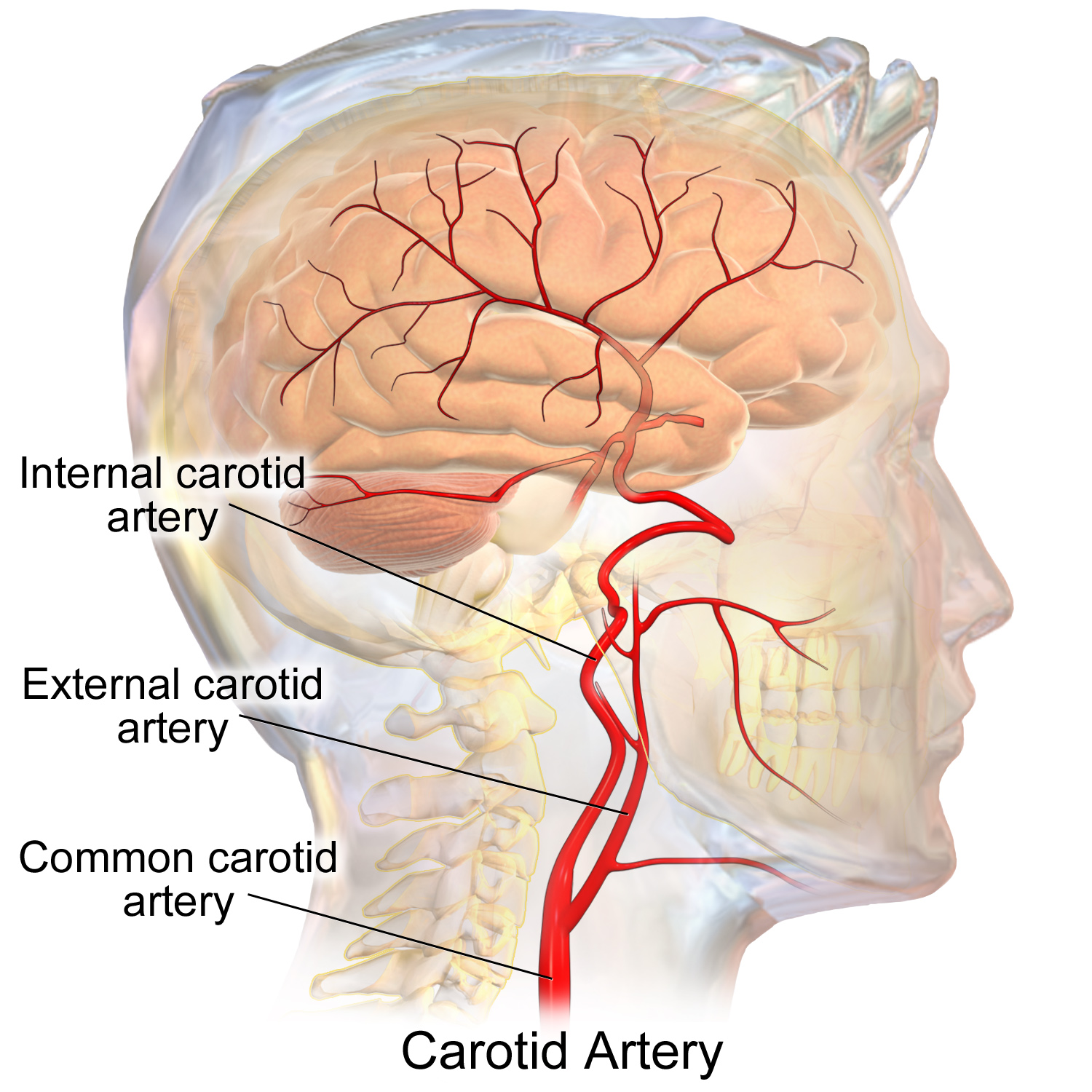
총경동맥

속목동맥(internal carotid artery), 또는 내경동맥은 목의 안쪽에 위치한 동맥으로, 바깥목동맥과 함께 온목동맥에서 갈라져 나온다.
속목동맥은 눈을 포함한 뇌에 혈액을 공급하는 반면에 바깥목동맥은 얼굴, 두피, 머리뼈, 뇌척수막과 같은 다른 부분에 혈액을 공급해 준다.

## 추가 이미지

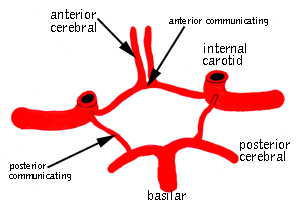
Circle of Willis
Diagram of the arterial circulation at the base of the brain (inferior view).

## 같이 보기
- 목동맥 팽대
- 바깥목동맥
- 바위 부분
- 관자뼈의 바위 부분